# Châu Tiến, Quỳ Hợp
Châu Tiến là một xã thuộc huyện Quỳ Hợp, tỉnh Nghệ An, Việt Nam.
Xã Châu Tiến có diện tích 30,26 km², dân số năm 1999 là 2203 người, mật độ dân số đạt 73 người/km².